# Yukiko Motoya
Yukiko Motoya (?, 本谷 有希子, Motoya Yukiko; Hakusan, 14 luglio 1979) è una scrittrice, drammaturga e doppiatrice giapponese.

## Biografia
Nata nel 1979 a Hakusan, prima di dedicarsi alla scrittura, ha lavorato come doppiatrice prestando la voce al personaggio di Aya Sawada nell'anime tratto dal manga Le situazioni di Lui & Lei.
Attiva anche in ambito teatrale, ha studiato drammaturgia a Tokyo e nel 2000 ha fondato una propria compagnia, la Gekidan Motoya Yukiko.
Autrice di romanzi e racconti spesso grotteschi e surreali (come in "La bodybuilder solitaria" dove una donna aumenta massicciamente la propria massa muscolare nella totale indifferenza del marito), le sue storie sono apparse in riviste quali Granta, Tender e Catapult.
Tra i numerosi riconoscimenti letterari ottenuti si segnala il Premio Akutagawa del 2015 per il romanzo Irui Konin Tan, nel quale una coppia di sposi si trasforma a poco a poco l'una nell'altro. 
Nel 2007 il suo romanzo Funuke domo kanashimi no ai o misero uscito due anni prima è stato trasposto nell'omonimo film presentato nella sezione "Settimana internazionale della critica" al Festival di Cannes 2007.

## Opere (parziale)

### Narrativa
- Eriko to zettai: Motoya yukiko bungaku daizenshū (2003)
- Funuke domo kanashimi no ai o misero (2005)
- Zetsubo (2006)
- Ikiteru dake de, ai (2006)
- Imaman Motoya Yukiko manga-ka intabyū & taidanshū (2007)
- Hontanichan (2008)
- Ano ko no kangaeru koto wa hen (2009)
- Nurui doku (2011)
- Guamu (2011)
- Arashi no pikunikku (2012)
- Come si fa a piacersi (Jibun wo suki ni naru houhou, 2013), Milano, Rizzoli, 2022 traduzione di Anna Specchio ISBN 9788817162630.
- Irui konin tan (2016)

### Teatro
- Sōnan (2007)
- Henro (2008)
- Shiawase saiko arigatō maji de! (2009)
- Rai rai rai rai rai (2010)

## Premi e riconoscimenti
Premio Kishida per la drammaturgia
- 2009 vincitrice con Shiawase Saiko Arigato maji de

Noma Literary New Face Prize
- 2011 vincitrice con Nurui doku

Premio Ōe Kenzaburō
- 2013 vincitrice con Arashi no pikunikku

Premio Mishima Yukio
- 2014 vincitrice con Come si fa a piacersi

Premio Akutagawa
- 2015 vincitrice con Irui Konin Tan

## Adattamenti cinematografici
- Funuke domo, kanashimi no ai wo misero (腑抜けども、悲しみの愛を見せろ) regia di Daihachi Yoshida (2007)
- Vengeance Can Wait, regia di Masanori Tominaga (2010)
- Love at Least, regia di Kôsai Sekine (2018)